# Ден (стадіон)
«Ден» (англ. The Den) — футбольний стадіон у Міллволлі, Лондон, Англія, домашня арена ФК «Міллволл».
Стадіон побудований протягом 1992—1993 років та відкритий 4 серпня 1993 року. У 2013 та 2016 роках оголошувалися плани про його реконструкцію.